# يوزين

يوزين واي.

يوزين بي.

يوزين أو إيوسين (بالإنجليزية: Eosin)‏ هي مادة حامضية فلورية تتفاعل مع المواد القاعدية أو اليوزينية أو مركبات قاعدية مثل البروتينات (التي تحتوي على أجزاء من أحماض أمينية مثل الأرجنين واللايسين) لتكوين ملح مصطبغ بلون احمر غامق أو وردي بسبب وجود البروم على الفلوريسين. كذلك يقوم اليوزين بصبغ بروتينات السيتوبلازم والكولاجين في أنسجة العضلات لفحصها تحت المجهر.
التركيبات التي تصبغ بواسطة اليوزين تسمى يوزينية.

## التسمية
أصل تسمية اليوزين جاءت من كلمة يوس من اللغة الإغريقية بمعني الفجر، وهو اسم إلهة الفجر حسب معتقد اليونانيين القدماء.

## الأنواع
أنواع اليوزين هي:
- يوزين واي[2]
- يوزين بي[3]